# Bernardo Tengarrinha
Bernardo David Mendes Salgueiro Campos Tengarrinha, né le 17 février 1989 à Sátão (Portugal) et mort le 30 octobre 2021 à Porto, est un footballeur portugais. Il a joué en Primeira Liga, au poste de milieu défensif dans le club portugais de Boavista dont il a été le capitaine.

## Biographie
Il commence sa carrière au sein de l'équipe des jeunes du FC Porto. Très prometteur, il intègre l'équipe première en 2008 mais du fait de son jeune âge et d'une forte concurrence, son temps de jeu est particulièrement faible. 
Il est alors prêté en janvier 2009 au club d'Amadora où il évolue jusqu'à la fin de saison 2008/2009. Il part pour un nouveau prêt chez le club promu d'Olhanense pour la saison 2009/2010.
Il meurt le 30 octobre 2021 d'un lymphome de Hodgkin.

## Carrière
| Période       | Club                   | Pays     | Matchs | Buts |
| 2008-Jan 2009 | FC Porto               | Portugal | 0      | 0    |
| Jan 2009-2009 | Amadora (prêt)         | Portugal | 9      | 0    |
| 2009-2010     | Olhanense (prêt)       | Portugal | 23     | 2    |
| 2010-2011     | Santa Clara (prêt)     | Portugal | 6      | 0    |
| 2011          | Vitória Setúbal (prêt) | Portugal | 7      | 0    |
| 2011-2012     | Vitória Setúbal        | Portugal | 15     | 0    |
| 2012-2013     | CSKA Sofia             | Bulgarie | 6      | 0    |
| 2013          | Freamunde              | Portugal | 13     | 0    |
| 2013-2014     | Chaves                 | Portugal | 18     | 0    |
| 2014-2017     | Boavista               | Portugal | 27     | 1    |